# ポンペイ語
ポンペイ語（ポンペイご）、ポーンペイ語（ポーンペイご; 英: Pohnpeian language）あるいはポナペ語（ポナペご; 英: Ponapean language）はミクロネシア諸語に属する言語である。話者はカロリン諸島のひとつであるポンペイ島に居住するミクロネシア人の人々である。話者数は Johnstone & Mandryk (2001) によればミクロネシア連邦全体で29,000人で、ポンペイ島および周辺の環礁や離島に居住する人々が圧倒的大多数である。ミクロネシア連邦の主要な言語のひとつである。アメリカ合衆国にも2,350人話者がいるとされる。
1984年のポンペイ州憲法第13条第1節により、英語と共にポンペイ州の法定言語とされている。
子音のうち d、s、t については国際音声記号（IPA）のそれとは異なるものとなっている（参照: #子音）。
19世紀以降、ポンペイ島が諸外国からの政治的な影響に晒されるに伴い、それらの国々の言語からの借用語も数多く見られ、特に英語（500語超）や日本語（400語程度）由来のものが多い（参照: #外来語）。

## 方言
Rehg (1981) によれば、ポンペイ語はキチー方言（Kiti; 単に「南部方言」 southern dialect とも）とポンペイ島のそれ以外の地域で話されている北部方言（あるいは「主要方言」 main dialect とも）の2つの主要な方言が存在し、母音の働き方に差異が見られる（参照: #母音）。さらにこれら2つの方言にはそれぞれに下位方言が存在し、同じ方言内であっても地域が異なれば何かしらの差異が存在するが、これは恐らくは母音の分布、イントネーション、語の選択に起因するものである。
Ethnologue 第18版ではキチー方言（Kiti）、Ponapean、シャプヮーフィク方言（Sapwuahfik）の3方言の区分があるとされている。ただしシャプヮーフィク環礁（ヌゲティク環礁）のことばはヌガティク語（Ngatikese）という別言語として扱われる場合もある。

## 音韻論

### 子音
先に言語学者ケネス・L・レーグ（1939年生）による子音の一覧表を示す。その後、特に注意が必要なものについて個別に言及を行うこととする。
|        |            |            | 調音点   | 調音点   | 調音点 | 調音点 | 調音点 |
| 両唇音 | 歯音       | 歯茎音     | 舌端音   | 軟口蓋音 |        |        |        |
| ------ | ---------- | ---------- | -------- | -------- | ------ | ------ | ------ |
| 無声音 | 閉鎖音     |            | p        | d /t/    |        |        | k      |
| 無声音 | 閉鎖音     | 軟口蓋化   | pw /pʷˠ/ |          |        |        |        |
| 無声音 | 摩擦音     | 摩擦音     |          |          | s /sʲ/ |        |        |
| 無声音 | 「破擦音」 | 「破擦音」 |          |          |        | t /t̻/  |        |
| 有声音 | 鼻音       |            | m        | n        |        |        | ng /ŋ/ |
| 有声音 | 鼻音       | 軟口蓋化   | mw /mʷˠ/ |          |        |        |        |
| 有声音 | 流音       | 流音       |          | l        | r      |        |        |

- d: これが無声歯閉鎖音 /t/[2]、つまり日本語のタ行に近い子音である。たとえばポンペイ島に存在する遺跡の名 Nan Madol は「ナン・マトル」と読むのが正しい[2]。
- s: ポンペイ語の s は話者による程度の差はあれど口蓋化が見られ、ふつう英語の s /s/ と sh /ʃ/ の間のような音として聞こえる[10]。ポンペイ島の伝承の研究を行った人類学者である清水昭俊は、ポンペイ島にかつて存在した王朝名 Sau Deleur を「シャウ・テレウル」としている[2]。
- t: この子音は同じ学者であっても解釈が一定しない。まずレーグは1981年の文法書においてこの子音を無声そり舌破擦音 [ʈ͡ʂ] であると説明していた[10]。しかし2004年の論文では一転して舌端音（英語版） /t̻/ であるとしている[11]。清水は硬口蓋破擦音 [c͡ç] であるとしている[2]。なお初期の文字記録では t と d は区別されていなかった[10]。

### 母音
ポンペイ語の母音は方言により種類や機能が異なる。まず、北部方言の母音一覧を示すこととする。
|          | 前舌母音 | 中舌母音 | 後舌母音 |
| -------- | -------- | -------- | -------- |
| 狭母音   | i        |          | u        |
| 中央母音 | e /e/    |          | o        |
| 半広母音 | e /ɛ/    |          | oa /ɔ/   |
| 広母音   |          | a        |          |

なお h と綴ると、その直前の母音が長音であることを表す（例: Pohnpei /poːnpei/ ポーンペイ〈ポンペイ島〉）。
上表の通り北部方言では e と綴った場合、/e/ と /ɛ/ の2通りの母音を表し得る。この発音の違いは北部方言においては語を区別する機能を有しているが、一方のキチー方言ではこのような二種類の e の対立が認められず、これが北部方言とキチー方言とを分ける上での重要な差異となっている。以下に具体例を示すこととする。
| 綴り | 北部方言        | キチー方言      | グロス                                |
| ---- | --------------- | --------------- | ------------------------------------- |
| pel  | /pel/ : /pɛl/   | /pɛl/ : /pɔl/   | 〈舵を取る〉 : 〈タブーの関係である〉 |
| ser  | /sʲer/ : /sʲɛr/ | /sʲɛr/ : /sʲɛr/ | 〈諸君！〉 : 〈座礁する〉             |
| lel  | /lel/ : /lɛl/   | /lɛl/ : /lɛl/   | 〈負傷する〉 : 〈着く〉               |

そして上表の pel の例のように、北部方言で /ɛ/ の発音であるものがキチー方言においては /ɔ/ の発音となる場合がある。以下にさらなる具体例を挙げる。
| 綴り   | 北部方言 | キチー方言 | グロス       |
| ------ | -------- | ---------- | ------------ |
| tep    | /t̻ɛp/    | /t̻ɔp/      | 〈開始する〉 |
| reirei | /rɛirɛi/ | /rɔirɔi/   | 〈長い〉     |
| kehp   | /kɛːp/   | /kɔːp/     | 〈ヤム芋〉   |
| mwenge | /mʷˠɛŋɛ/ | /mʷˠɔŋɔ/   | 〈食べる〉   |

また、清水はキチー方言の下位方言であるオネ方言（Woane）には曖昧母音 [ʌ] が存在し、マトレニーム方言（Madolenihmw）の [ɛ] にほぼ対応するとしている。たとえば kehp〈ヤム芋〉のオネ方言における発音は [kʌːp] となる。

## 統語論

### 語順
自動詞文の例には以下のようなものがある。
- Soulik pahn duhdu.
  - グロス: ショウリク irr 水浴びする
  - 訳:「ショウリクは水浴びするだろう。」
- Serepein-o tangala.
  - グロス: 少女-あの 逃げおおせる
  - 訳:「あの少女は逃げおおせた。」

他動詞文には以下のようなものがある。
- Aramas akau kide nahs-o.
  - グロス: 人(々) あの 散らかす 集会所-あの
  - 訳:「あの人たちは集会所を散らかした。」

自動詞に -ki〈…を用いて〉、-ehng〈…へ〉、-sang〈…より〉といった接尾辞を付加した場合、以下の例のように後に名詞句を伴わせることができる。
- Soulik pahn laid-i-ki uhk-et.
  - グロス: ショウリク irr 漁をする-?-ins 網-この
  - 訳:「ショウリクはこの網で漁をするだろう。」
- Pwutak riemen-o pap-alahng wahr-o.
  - グロス: 少年 二-あの 泳ぐ-去る.へ カヌー-あの
  - 訳:「あの2人の少年らはカヌーまで泳いだ。」
- Limwei alu-hlah-sang ohl-o.
  - グロス: リムェイ 歩く-去る-より 男-あの
  - 訳:「リムェイはあの男から歩いて離れた。」

所有表現に関しては次節で詳述するように Rehg (1981:165) において直接所有と間接所有の2通りが存在することが例と共に触れられているが、そこで用いられている例は前者が moangei「私の頭」［グロス: 頭-私の］や moangen ohlo「あの男の頭」［グロス: 頭-poss.3sg 男-あの］、後者が nimei uhpw「私のココナッツジュース」［グロス: poss.clf(飲み物)-私の ココナッツジュース］や nimen ohlo uhpw「あの男のココナッツジュース」［グロス: poss.clf(飲み物)-poss.3sg 男-あの ココナッツジュース］といったものであり、マシュー・ドライヤーが世界中の言語における名詞と属格（所有格）の語順を調査した際は、左記のページにおける記述を根拠に、ポンペイ語の場合は名詞と属格の語順には特に優勢な組み合わせがないものとした。

### 所有
ポンペイ語の所有表現には直接所有と間接所有の2通りの表し方が見られる。

#### 直接所有
まず直接所有は、ヒトを含めた動物の体の部位や、植物・物の一部分といった恒久的で破壊不可能と見做されるものに適用される。この場合の作り方は以下の例のように「名詞の語根 + 所有代名詞接尾辞」あるいは「{名詞 + 構文用の接尾辞} 所有者」である。
- 例1: moange-i
  - グロス: 頭-poss.1sg
  - 訳:「私の頭」
- 例2: moange-n ohl-o
  - グロス: 頭-'construct' 男-あの
  - 訳:「あの男の頭」

この直接所有に分類される名詞の例は以下の通りである。
| （ヒト含む動物の）体の部位 | moangei〈私の頭〉、kili〈私の皮膚〉、pahi〈私の腕〉、mesei〈私の顔〉、kiki〈私の爪〉、pwusei〈私の臍〉、dengei〈私の腿〉、mwasahlei〈私の腸〉、ntahi〈私の血〉、iki〈その尾〉、kopwenadi〈〔鶏肉に関して〕その胸〉、ede〈そのエラ〉、wine〈その羽〉                                                                         |
| 植物や物の一部             | pwili〈その樹液〉、ili〈〔バナナの植物体に関して〕その吸枝〉、paki〈その再移植可能な部分〉、owe〈〔ヤム芋に関して〕その芽〉、kesenge〈〔木に関して〕そのまた〉、inoande〈〔ヤム芋に関して〕その主塊茎〉、kapi〈その底〉、keile〈その端〉、imwi〈その上部〉、koadoki〈その尖端〉、deme〈〔カヌーに関して〕そのアウトリガー〉 |
| 個人の属性                 | edei〈私の名前〉、mwarei〈私の称号〉、irei〈私の体調〉、dipei〈私の過ち〉、ngorei〈私の方言〉、mouri〈私の人生〉、paiei〈私の幸運〉 |
| 一部の親族名称             | semei〈私の父〉、inei〈私の母〉 |

さて上表にて「一部の」親族名称としたが、同じ〈父〉を表す語彙であっても pahpa は間接所有であり、これを用いて〈私の父〉と言いたい場合には ahi pahpa とする。
直接所有の所有代名詞接尾辞は以下の通りである。
|        |        | 単数                | 双数                             | 複数                                     |
| ------ | ------ | ------------------- | -------------------------------- | ---------------------------------------- |
| 一人称 | 包含   | -i, -ø〈私の〉      | -ta〈私とあなた2人の〉           | -tail〈私とあなたとその他の人最低1名の〉 |
| 一人称 | 除外   | -i, -ø〈私の〉      | -t〈あなた以外の人(たち)と私の〉 | -t〈あなた以外の人(たち)と私の〉         |
| 二人称 | 二人称 | -mw〈あなたの〉     | -mwa〈あなたたち2人の〉          | -mwail〈あなたたち3人以上の〉            |
| 三人称 | 三人称 | -ø〈彼(女)の/その〉 | -ra〈彼ら2人の/それら2つの〉     | -rail〈彼ら3人以上の/それら3つ以上の〉   |

次に所有者が名詞で表現される場合を例示するが、以下の例で所有の対象となる名詞はいずれも非所有形と所有形とで差異があり、所有形では後ろに「構文用の接尾辞」（英: construct suffix）である -n やそれに類する形を伴っているということに留意されたい
| 非所有形             | 所有形                                  |
| -------------------- | --------------------------------------- |
| kihl〈皮膚〉         | kilin serio〈あの子供の皮膚〉           |
| mour〈人生〉         | mourin aramaso〈あの人の人生〉          |
| mahs〈顔〉           | mesen ohlo〈あの男の顔〉                |
| dahng〈腿〉          | dengen pwutako〈あの男の子の腿〉        |
| dahm〈アウトリガー〉 | demen wahro〈あのカヌーのアウトリガー〉 |
| ahd〈名前〉          | eden lahpo〈あいつの名〉                |
| sahm〈父〉           | semen ohlo〈あの男の父〉                |
| tihmw〈鼻〉          | timwen serio〈あの子供の鼻〉            |
| moahng〈頭〉         | moangen liho〈あの女の頭〉              |
| mwahliel〈脳〉       | mwahlielen pwihko〈あの豚の脳〉         |
| mwahr〈称号〉        | mwaren ohlo〈あの男の称号〉             |
| nta〈血〉            | ntahn maleko〈あの鶏肉の血〉            |

なお、直接所有の対象となる名詞の中には、非所有形（独立形）が存在せず常に所有代名詞接尾辞つきで現れるものが見られる。以下はその例である。
| imwi〈その上部〉、menipinipi〈そのもみあげ〉、padi〈その眉毛〉、paki〈その再移植可能部分〉、pahnadi〈その胸〉、kapi〈その底〉、adi〈その蒸気〉、edi〈〔腫れ物について〕その芯〉 | pwopwe〈その肩〉、sike〈そのヒレ〉、teke〈その棘〉、uhre〈〔二枚貝に関して〕その閉殻筋〉、apere〈その御肩〉、dipere〈その薄片〉、duwe〈その様子〉、takain were〈その喉仏〉、kode〈角（）〉、enge〈〔蟹に関して〕そのハサミ〉 | ienge〈その付き人〉、ire〈その体調〉、isepe〈その料金〉、keile〈その端〉、kidipe〈その覆い〉、koadoke〈その尖端〉、lime〈その御手〉、neme〈その味〉、pelie〈その同僚〉、pwere〈その下腹部〉、uhsepe〈その続き〉 |

#### 間接所有
上で直接所有について取り上げたが、こうした振る舞いをする名詞はあくまでも少数派であり、これから述べる間接所有の方が多数派である。この構文の作り方は「{所有類別詞 + 所有接尾辞} 被所有者」である。以下に具体例を挙げるが、所有類別詞は所有の対象となる名詞によって種類が変わり、kene-〈食べる物〉、nime-〈飲む物〉、were- は〈乗り物〉に用いられるということに留意されたい。
- 例: ne-i seri「私の子」; kene-i mwenge「私の食べ物」; nimei saida[注 3]「私のソーダ」; werei pwoht「私の舟」

### 関係節
関係節を作りたい場合は、たとえば以下のような手順に従えばよい。
1. たとえば Ohlo uhdahn kadek.「あの男は本当に親切だ。」と Ohlo kohsang Ruk.「あの男はチュークから来た。」の2つの文がある。これから後者の文を関係節として前者に埋め込み、「あのチュークから来た男は本当に親切だ」という文を作る。
2. この例の場合、先行詞となる ohlo〈あの男〉は実は ohl-o［グロス: 男-あの］というように後ろに指示詞が付加されている状態であるが、両者はこれから分解して扱うこととなる。
3. 埋め込む際は関係節となる文の冒頭に me[注 4] を置く。
4. 先行詞から指示詞を分離させ、関係節となる文の最後の位置に移動させる。
5. 2-4の手順に例文を当てはめると、以下のようになる。
  - Ohl {me koh-sang Ruk} o uhdahn kadek.
  - グロス: 男 {者 来る-より チューク} あの 本当に 親切
6. Ohl me kohsang Ruko uhdahn kadek.「あのチュークから来た男は本当に親切だ。」という文が得られる。

### 否定文
否定文を作りたい場合は否定辞 sohte（これが最も一般的）、solahr、soher、saikinte を述部より前に置けばよい。たとえば肯定文 Nohno pahn men pehle mwengeho.「母はあの食べ物を温め直したいのだろう。」は Nohno sohte pahn men pehle mwengeho.「母はあの食べ物を温め直したくはないのだろう。」とする。

## 語彙

### 借用語
ポンペイ語には、ポンペイ島と歴史的に接触のあった様々な外国のことばからの借用が見られる。

#### スペイン語から
まず1885年にスペインがカロリン諸島東部に政治的な力を行使し始め、1886年にポンペイ島にカトリックがもたらされたこともあり、スペイン語起源の借用語はカトリックに関するものが中心となっているが、その数は比較的少ない。以下にスペイン語からの借用例を例示する。
| ポンペイ語  | 意味                         | 基となったスペイン語 |
| ----------- | ---------------------------- | -------------------- |
| esdasion    | 「十字架の道行き」の儀式     | estación             |
| kana        | 勝つ                         | ganar                |
| kandehla    | 蝋燭                         | candela              |
| koronihda   | コルネット                   | corneta              |
| mahdire     | 女子修道院長（マザー）       | madre                |
| medahlia    | 宗教的な図像が描かれたメダル | medalla〈メダル〉    |
| mihsa       | ミサ                         | misa                 |
| misiohn     | カトリックの伝道             | misión               |
| pahdire     | 神父                         | padre                |
| pangk       | （教会の）ベンチ型の座席     | banco                |
| pehrdi      | 負ける                       | perder               |
| pringihnas  | 茄子                         | berenjena            |
| pwurkadorio | 煉獄                         | purgatorio           |
| rosario     | ロザリオ                     | rosario              |
| sokolahde   | チョコレート                 | chocolate            |

#### ドイツ語から
またポンペイ島含むミクロネシアは1899年から1918年の第一次世界大戦終結まではドイツの保護領であったこともあり、ドイツ語からポンペイ語への借用も見られるが、その語彙数は非常に少ないものに限られている。以下にその一覧を示すこととする。
| ポンペイ語 | 意味               | 基となったドイツ語                      |
| ---------- | ------------------ | --------------------------------------- |
| diraht     | 有刺鉄線           | Draht〈ワイヤー〉                       |
| Dois       | ドイツ語           | Deutsch                                 |
| kumi       | ゴム、プラスチック | Gummi〈ゴム〉                           |
| mahlen     | 塗る/描く          | malen                                   |
| pilat      | レコード           | Platte                                  |
| sunname    | 姓                 | Zuname                                  |
| sirangk    | 食料用の棚         | Schrank〈戸棚、キャビネット、ロッカー〉 |

#### 日本語から
第一次世界大戦から第二次世界大戦終結（1945年）に至るまでポンペイ島含むミクロネシアは日本の統治下にあったが、日本語からポンペイ語への借用語の数は英語に次いで多く、Rehg & Sohl (1979) では約400語の借用語が収録されている。以下はレーグが杉田洋（）と協同で準備した日本語からポンペイ語への借用語例の一覧表である。
| ポンペイ語   | 意味         | 基になった日本語 |
| ------------ | ------------ | ---------------- |
| aikiu        | 配給する     | 配給             |
| ami          | スクリーン   | 網               |
| apw(u)raiasi | アブラヤシ   | アブラヤシ       |
| daidowa      | 戦争、諍い   | 大東亜           |
| dakadopi     | 高跳び       | 高跳び           |
| dana         | 棚           | 棚               |
| dengki       | 電気         | 電気             |
| iakiu        | 野球         | 野球             |
| impiokai     | 品評会       | 品評会           |
| kadorsingko  | 蚊取り線香   | 蚊取り線香       |
| kairu        | 蛙           | 蛙               |
| kama         | 鎌           | 鎌               |
| kisingai     | キチガイ     | キチガイ         |
| kiuhri       | キュウリ     | キュウリ         |
| mai          | 上手い       | 上手い           |
| masinoki     | 松           | 松の木           |
| nappa        | 白菜         | 菜っ葉           |
| nengi        | ネギ         | ネギ             |
| ohdai        | 包帯、ガーゼ | 包帯             |
| pakudang     | 爆弾、砲弾   | 爆弾             |
| sarmada      | 下着         | 猿股             |
| sasimi       | 刺身         | 刺身             |
| sidohsa      | 自動車       | 自動車           |
| skohso       | 飛行場       | 飛行場           |
| sohri        | 草履         | 草履             |
| suhmwong     | 注文する     | 注文             |
| undohkai     | 運動会       | 運動会           |
| waku         | 刺繍枠       | 枠               |

#### 英語から
ポンペイ語への借用語数が最も多い言語は英語であり、Rehg & Sohl (1979) では500語を超す語が収録されている。まず英語は他の外国語とは異なり、ポンペイ島民にとっては2度に及ぶ接触のあった長い付き合いのある言語である。まず第1の接触は、1828年頃から1885年までの間にあった英語話者の捕鯨家や商人、宣教師たちとの接触である。そして第2に、第二次世界大戦後からミクロネシア連邦独立（1986年）までの間、ポンペイ島は国連によりアメリカ合衆国の信託統治領となったが、ここで英語が第二言語として普及したことが挙げられる。
語によってはどちらの時期に借用されたものであるか推定することが可能である。まず第1の接触時期、つまり19世紀に借用された可能性が高い借用語の例としては以下のものが挙げられる。
| ポンペイ語 | 意味                         | 基となった英語    |
| ---------- | ---------------------------- | ----------------- |
| ainpwoat   | 鍋                           | iron pot          |
| amper      | 傘                           | umbrella          |
| dampwulo   | 船倉                         | down below        |
| dihn       | 大型の缶                     | tin               |
| kedilahs   | 剣                           | cutlass           |
| Koht       | （キリスト教の）神           | God               |
| mandolihn  | マンドリン                   | mandolin          |
| mete       | 鋼鉄、釘、バッジ             | metal             |
| misin      | （特にプロテスタントの）伝道 | mission           |
| nihkerehs  | 葉巻                         | Negrohead tobacco |
| paipel     | 聖書                         | Bible             |
| pwuhk      | 書籍                         | book              |
| singiles   | Tシャツ                      | singlet           |
| sukuhl     | 学校                         | school            |
| tipaker    | タバコ                       | tobacco           |
| tupweiklas | 望遠鏡、双眼鏡               | spyglass          |

そして第2の時期、つまり20世紀に借用されたものの例としては以下が挙げられる。
| ポンペイ語 | 意味           | 基となった英語    |
| ---------- | -------------- | ----------------- |
| daia       | タイヤ         | tire              |
| daip       | タイプする     | type              |
| daksi      | タクシー       | taxi              |
| dihsel     | ディーゼル機関 | diesel            |
| kahsilihn  | ガソリン       | gasoline          |
| luhpes     | ルーバー       | louver            |
| ohtehl     | ホテル         | hotel             |
| padiri     | バッテリー     | battery           |
| pingpong   | ピンポン       | pingpong          |
| proadkahs  | 放送局         | broadcast station |
| redio      | ラジオ         | radio             |
| skuhder    | スクーター     | scooter           |
| spahk      | 点火栓         | spark             |
| was        | 腕時計         | watch             |

また英語起源の借用語の中には日本語を経由したものも見られる。その例としては以下のようなものが挙げられる。
| ポンペイ語 | 意味         | 基となった日本語 | 基となった英語                                                        |
| ---------- | ------------ | ---------------- | --------------------------------------------------------------------- |
| ampaia     | アンパイヤー | アンパイヤー     | umpire                                                                |
| angkasi    | ハンカチ     | ハンカチ         | handkerchief                                                          |
| diromkang  | ドラム缶     | ドラム缶         | oil drum〔和製英語「ドラムカン」を経由〕                              |
| kiarameru  | キャラメル   | キャラメル       | caramel                                                               |
| masuku     | マスク       | マスク           | mask                                                                  |
| odopai     | オートバイ   | オートバイ       | motorcycle〔auto + bicycle を語源とする和製英語「オートバイ」を経由〕 |
| pihr       | ビール       | ビール           | beer                                                                  |
| pwohsdo    | 郵便局       | ポスト           | post                                                                  |
| rerei      | リレー       | リレー           | relay race                                                            |

## 研究史
1980年頃になってミクロネシアにおいてバイリンガル教育が保証されるようになるまで、ポンペイ島民たちは#借用語に挙げた国々の統治下において、その時その時に統治を行っていた国の言語を学んで教育を受けるという、事実上の言語帝国主義的な影響を被ってきた。そのような環境下においてポンペイ語は良くて善意による無視の対象とされており、結果としてポンペイ語に関する文献やポンペイ語で記された文献全体の規模はさほど大きなものとはならなかった。それでもレーグが1981年に体系的な文法書（Rehg (1981)）を著すまでに、ポンペイ語を学んだ外国人たちの手により、重要な文献がいくつか遺されている。
まず最初に挙げるのはハワイ出身の宣教師ルーサー・ハルシー・ギューリック（1828-1891）により著された Notes on the Grammar of the Ponape Dialect〈ポナペ方言の文法に関する覚え書き〉である。これはギューリックが1852年にポンペイ島で伝道活動を行った後、まず出身地であるホノルルで1858年に限定版が出され、1880年にJournal of the American Oriental Society誌上で "A Vocabulary of the Ponape Dialect, Ponape-English and English-Ponape: With a Grammatical Sketch"〈ポナペ方言の語彙集、ポナペ語-英語・英語-ポナペ語: 文法スケッチ付き〉という題で発表された。ギューリックの文法解説の焦点はそのほとんどがポンペイ語の様々な品詞に置かれており、非常に短く、この言語のもっと明らかな特徴について書き漏らしや誤解は見られるものの、全体として洞察力に富んだ指摘が行われている。
1906年、ドイツ人医師マックス・ギルシュナー（1861-1927）によりさらに精巧な文法書 Grammatik der Ponapesprache〈ポナペ語文法〉が著された。これもギューリックのものと同様、解説は最初は各種品詞の役割について割かれているが、ギルシュナーの場合幾多もの文例で解説を裏付ける形式を取っており、単語がどのようにして句や文を形成するかにより多くの関心が向けられている。ギルシュナーはこの文法書でいう 'Ponapeic' なるものの範囲と同程度に、ポンペイ島における方言の大きな差異を認識していた。ポンペイ語の発音体系に関しての解説はさほど質が高くないが、それでもギルシュナーの文法書は基本的によくできていると評価できるものである。
言語学の訓練を経た者による最初のポンペイ語文法書は、オーストリア出身の Paul L. Garvin（1919-1994）によるものである。Garvin は第二次世界大戦末期に実施されたプロジェクト「ミクロネシア人類学の共同調査」（英: Coordinated Investigation of Micronesian Anthropology）の参加者の一人となり、最初の著作 Linguistic Study of Ponapean〈ポナペ語の言語学研究〉でポンペイ語の発音体系・語の構造・統語論について詳細な記述を行い、数多くのポンペイ語テクストも英語訳を添えて収録した。そして後にはこれを拡張してモノグラフ A Definitional Grammar of Ponapean〈ポナペ語明解文法〉とし、2つとも Rehg (1981) がまとめられる際の貴重な糧となった。
また、ジョン・L・フィッシャー（John L. Fischer）もポンペイ語文法研究に重要な貢献を行った。フィッシャーはまず1954年に "Language and Folklore in Truk and Ponape. A Study in Cultural Integration"〈トラックおよびポナペの言語、フォークロア。文化統合の一研究〉をハーバード大学博士論文として出した。その狙いはチュークとポンペイの文化パターンが両者の言語やフォークロアにどの程度反映されているのかを比較することにあった。フィッシャーの研究はポンペイ語の重大な構造的特徴の全体像を見事に捉えたものとなっており、さらにチューク語のデータを含めることにより、比較ミクロネシア研究に関心を抱く言語学者にとって特に有益な著作となっている。